# Park Pod Plynojemem
Park Pod Plynojemem je park, který leží v Praze 8 v městské části Libeň. Rozkládá se na území Dolní Libně. Od severu je ohraničen ulicí Sokolovská. Jižní a východní konec parku tvoří Libeňský plynojem. Od západu je park uzavřen tramvajovou tratí a zahrádkářskou kolonií. Je na něj hezký pohled nad křižovatkou Palmovka.
Dominantou parku je nově zřízené skluzavka, pítko a několik workoutových prvků pro aktivní odpočinek.  

## Rekonstrukce
Rekonstrukce se dočkal park až v roce 2017, jelikož park dlouhá léta chátral a byl nechvalně znám jako místo bezdomovců a narkomanů, byl nakonec svěřen MČ Praha 8 převodem majetku mezi magistrátem hl. města Prahy a původním vlastníkem, tj. Českými drahami až v roce 2014. Rekonstrukce stála 1 mil. Kč.